# Sinagra
Sinagra (Sinària in siciliano) è un comune italiano di 2 434 abitanti della città metropolitana di Messina in Sicilia.

## Storia
L'ubicazione a ridosso della fiumara, un tempo navigabile e quindi unica via di comunicazione tra l'entroterra ed il mare fa supporre che Sinagra sia stato uno dei primi insediamenti dell'area nebroidea. Il significato del nome riconduce alla dominazione romana. Secondo gli studiosi, infatti, l'etimo Sinagra potrebbe derivare dal latino “sinus”, (insenatura) nome peraltro coerente con la posizione del paese, o da “sinus agri” (campo nei pressi del fiume”, o ancora “sine agro” (senza campo) perché tutto era ricoperto da boschi. Un'ultima interpretazione sull'origine del nome fa riferimento a “sinus aggeris” insenatura arginata. Di questi argini, sembra che vi siano tracce ancora oggi. Le prime notizie documentate su Sinagra sono comunque da collocare in epoca normanna. In una bolla di Papa Eugenio III, datata 1082, si legge dell'assegnazione, fra l'altro, del casale di Sinagra alla chiesa di Messina. Si dice che nel 1053, il Conte Ruggero, ospite del Monastero di San Nicolò di Raccuja, uno dei più importanti cenobi brasiliani dei Nebrodi, girando per i feudi di Sinagra, Naso e Ficarra, abbia avuto farne dono ai numerosi ordini monastici attivi sul territorio. 
Dopo i Vespri siciliani, le terre tolte ai francesi furono divise ed assegnate ai nuovi feudatari. Il territorio di Sinagra fu restituito alla famiglia Lancia, marchesi del Vasto e del Monferrato, che lo aveva perso qualche anno prima a conclusione delle sanguinose lotte tra Angioini e Svevi per avere servito questi ultimi, essendo imparentata con il grande sovrano Federico II, sposo di Bianca, rampolla dell'aristocratica famiglia. Sotto il dominio dei Lancia, la nuova baronia conobbe un lunghissimo periodo di splendore. Fu ampliato il castello, costruite chiese, conventi e dato impulso alle attività produttive. Nel 1460, la baronia era talmente potente da avere concessa da re Giovanni la giurisdizione criminale su tutto il feudo. Dal XVI secolo, a governare la baronia di Sinagra fu la famiglia Afflitto. Quest'ultima, legata più al feudo di Mezzogiorno che avrebbe voluto trasformare il principato, cedette Sinagra ai Ventimiglia, già signori del centro nebroideo. In seguito, mancando eredi maschi, con il matrimonio tra Laura Ventimiglia e Girolamo Ioppolo, la baronia passa a quest'ultima famiglia che unisce così sotto un unico dominio Sinagra e Naso. Tra alterne vicende, la baronia rimase nelle mani della nobile famiglia fino all'abolizione dei diritti feudali, nel 1812, anno in cui Sinagra divenne comune autonomo. La nuova condizione favorì la crescita urbanistica ed economica del paese, ma nel 1827, una disastrosa alluvione e lo straripamento del fiume provocarono ingenti danni e la distruzione di numerose chiese. Non ancora sanate le ferite dell'evento calamitoso, appena dieci anni dopo un'altra alluvione spazzò via numerose abitazioni. Il paese fu in gran parte ricostruito, assumendo l'attuale tipologia urbanistica. Significativo fu il contributo dei sinagresi alle rivolte per l'indipendenza che ardevano nella Sicilia del 1840. L'unità d'Italia fu salutata con grande entusiasmo poiché segnava la fine dell'epoca baronale.
La frazione di Martini, antico feudo indipendente, rivestì particolare importanza nella Storia feduale e amministrativa della Sicilia in quanto la famiglia Palermo ebbe la concessione di questa terra come Parìa del Regno di Sicilia, che consentiva quindi l'accesso alla Camera dei pari siciliani. Con privilegio dato in Madrid il 9 novembre 1708, esecutoriato in Messina l'11 ottobre 1709, il re Filippo V di Spagna elevò l'antica baronia di Santo Stefano e Santa Margherita, posseduta dalla famiglia Palermo fin dal XIV secolo, al rango di principato, con don Giovanni V Palermo e Arezzo, 10º barone e 1º principe di Santa Margherita con le altre terre e casali di Messina detti Santo Stefano Mezzano, Galati, Mili e appunto Martini.

## Monumenti e luoghi d'interesse

### Architetture religiose
- Chiesa madre di San Michele Arcangelo
- Chiesa del Crocifisso
- Chiesa di San Leone

### Altri luoghi d'interesse
- Castello medievale
- Palazzo baronale
- Villa comunale

## Società

### Evoluzione demografica
Abitanti censiti

## Economia
L'attuale struttura economica del Comune si basa sulle attività agricole tradizionali, pur in un contesto difficile e di crisi endemica. Sul territorio si coltivano soprattutto olive, nocciole e agrumi, ma solo la prima di tali coltivazioni mostra una qualche vitalità.
Negli anni '80 e '90 certe attività produttive, specie nel settore tessile, avevano mostrato une certa vitalità, favorite specialmente dal basso costo della manodopera. In seguito, tali insediamenti non hanno retto alla concorrenza (negli anni dopo il 2000) proveniente dai paesi asiatici.
Recentemente, attività diverse si sono insediate nel settore turistico, lasciando presagire possibili interessanti evoluzioni occupazionali, specie a seguito dello sviluppo turistico della costa (Capo d'Orlando).
Un capitolo a parte meritano le rimesse degli emigranti e talora il loro rientro dai luoghi di emigrazione. Le risorse che essi recano costituiscono un contributo non trascurabile alla vita economica di Sinagra.

## Amministrazione
Di seguito è presentata una tabella relativa alle amministrazioni che si sono succedute in questo comune.
| Periodo          | Periodo          | Primo cittadino          | Partito                   | Carica  | Note  |
| ---------------- | ---------------- | ------------------------ | ------------------------- | ------- | ----- |
| 24 giugno 1988   | 5 novembre 1992  | Antonino Maccora         | -                         | Sindaco | [ 7 ] |
| 5 novembre 1992  | 7 giugno 1993    | Antonino Musca           | -                         | Sindaco | [ 7 ] |
| 7 giugno 1993    | 1º dicembre 1997 | Tindaro Antonino Sicilia | -                         | Sindaco | [ 7 ] |
| 1º dicembre 1997 | 28 maggio 2002   | Vincenzo Ioppolo         | Partito Popolare Italiano | Sindaco | [ 7 ] |
| 28 maggio 2002   | 15 maggio 2007   | Vincenzo Ioppolo         | lista civica              | Sindaco | [ 7 ] |
| 15 maggio 2007   | 8 maggio 2012    | Gaetano Scarso           | lista civica              | Sindaco | [ 7 ] |
| 8 maggio 2012    | 13 giugno 2017   | Vincenza Maccora         | lista civica              | Sindaco | [ 7 ] |
| 13 giugno 2017   | in carica        | Antonino Musca           | lista civica              | Sindaco | [ 7 ] |

### Altre informazioni amministrative
Il comune di Sinagra fa parte delle seguenti organizzazioni sovracomunali: regione agraria n.8 (Colline litoranee di Patti).

## Sport

### Calcio
La principale squadra di calcio della città è l'A.D.P. Sinagra Calcio che milita nel girone B siciliano di Prima Categoria. È nata nel 1974.